# Asesinato de Emilie Meng
Emilie Meng (Korsør, 31 de julio de 1998 - c. 10 de julio de 2016) era una joven danesa que desapareció en la madrugada del 10 de julio de 2016 de la estación de tren de Korsør tras una noche de fiesta con amigos. Después de una búsqueda muy publicitada en la que participaron policías y civiles, su cuerpo fue descubierto el 24 de diciembre de 2016 en Regnemarks Bakke, en Borup. La autopsia determinó que había sido estrangulada.
Philip Patrick Westh, un director de marketing de 32 años entonces, fue acusado del asesinato de Meng en abril de 2023. En junio de 2024 fue condenado a cadena perpetua por su asesinato y el secuestro de otras dos chicas.

## Desaparición

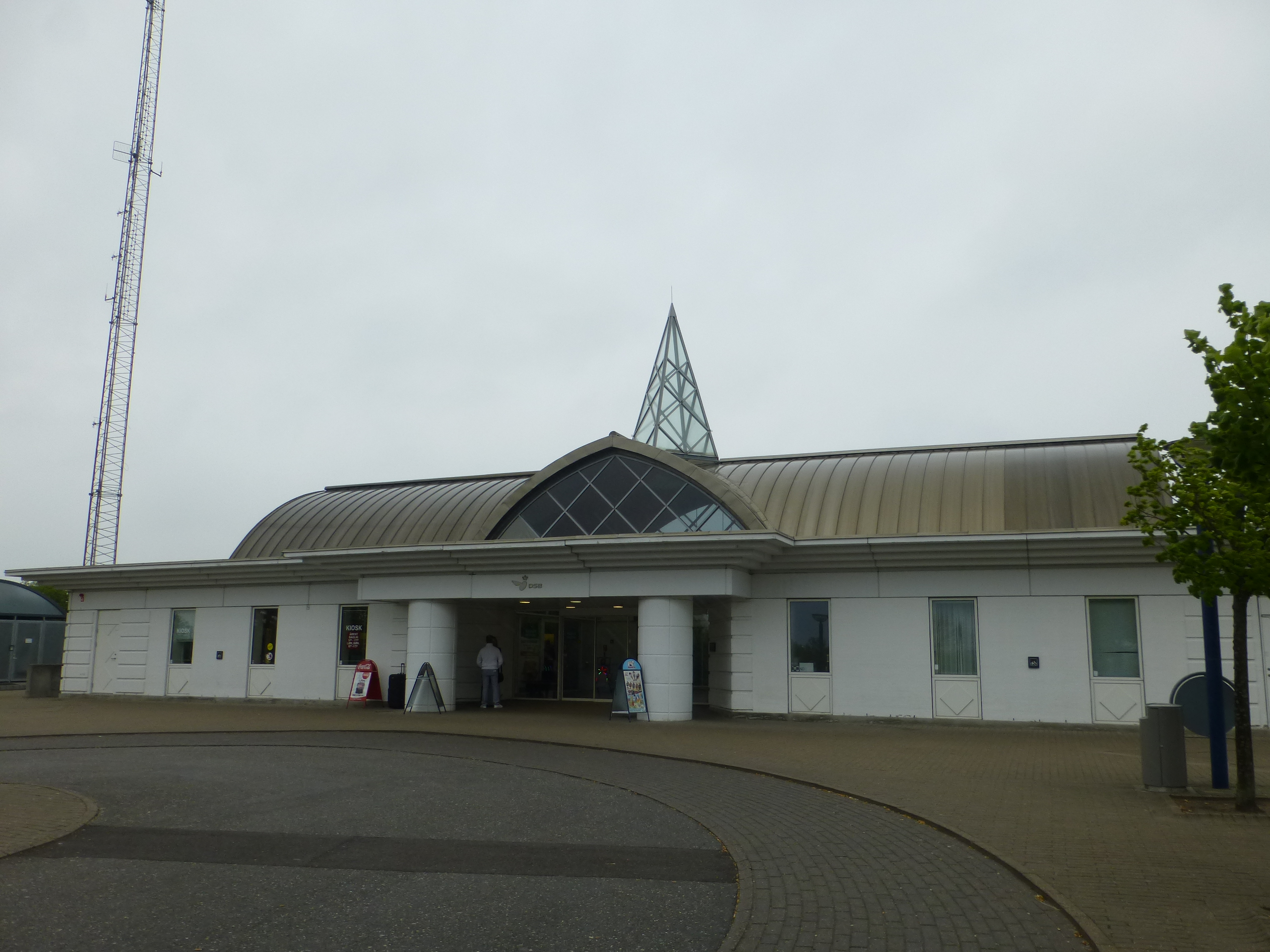
Fachada de la estación de Korsør, donde Meng fue vista con vida por última vez.

Meng fue vista por última vez caminando sola hacia su casa a pie desde la estación de Korsør, adonde llegó con unos amigos a las 4 de la madrugada del 10 de julio de 2016 tras una noche de fiesta en Slagelse. Se esperaba que cantara en una iglesia local a las 9:30 de esa mañana, pero nunca apareció. Muchos voluntarios ayudaron a la policía a buscar a Meng. Varias pistas condujeron a tres sospechosos, entre ellos un camionero de 33 años y un anciano de 67 cuya casa fue registrada cinco veces, pero más tarde fueron puestos en libertad. Al cabo de cuatro meses, la policía manejaba tres teorías: Meng se había fugado, había sufrido un accidente o era víctima de un delito. Durante los 168 días que estuvo desaparecida, voluntarios colgaron carteles de persona desaparecida por todo el país, y cientos de voluntarios siguieron buscándola.

## Descubrimiento del cuerpo
El 24 de diciembre de 2016, el cuerpo de Meng fue encontrado en un lago en Regnemarks Bakke, cerca de Borup, en el municipio de Køge. Las autoridades policiales acordonaron e investigaron la escena. Al día siguiente por la tarde, la policía anunció en rueda de prensa que la joven había sido víctima de un delito muy grave. La policía investigó las pruebas y el tráfico de móviles de la zona donde desapareció Meng y donde fue encontrada.
El 26 de diciembre se celebró un funeral en la estación de Korsør al que asistieron varios centenares de personas, entre ellas el alcalde del municipio de Slagelse, Sten Knuth. El 30 de diciembre, la familia de Meng pidió que se retiraran todos los carteles de persona desaparecida, ya que había sido encontrada. Su funeral se celebró el 19 de enero de 2017 en la iglesia de San Povl de Korsør. Fue enterrada en el cementerio de la iglesia de Korsør.
En junio de 2017, la Policía del Lolland-Falster publicó los resultados de los exámenes técnicos de una grabación de vigilancia de la estación de Korsør. La reconstrucción del vídeo realizada por la policía mostraba imágenes de un pasillo interior además de una vista hacia el aparcamiento de la estación la esquina superior izquierda. De forma bastante tenue, se podía ver un turismo luminoso circulando alrededor de las 4:07 horas del 10 de julio de 2016. La mala calidad del vídeo dificultó la determinación del modelo del coche, pero tras varios meses de trabajo en el extranjero, la valoración de un experto fue que lo más probable es que se tratara de un Hyundai i30, modelo de segunda generación. Para entonces, la policía había interrogado a unas 650 personas en relación con el caso, redactado cerca de 2 000 informes y comparado aproximadamente 400 000 coches con información telefónica.
En 2021, la policía danesa confiscó una furgoneta blanca que en el momento del asesinato de Meng había pertenecido a Peter Madsen, danés condenado por el asesinato en 2017 de la periodista sueca Kim Wall, buscando sin éxito posibles restos de sangre en el vehículo.

## 2023: secuestro de una niña en Kirkerup

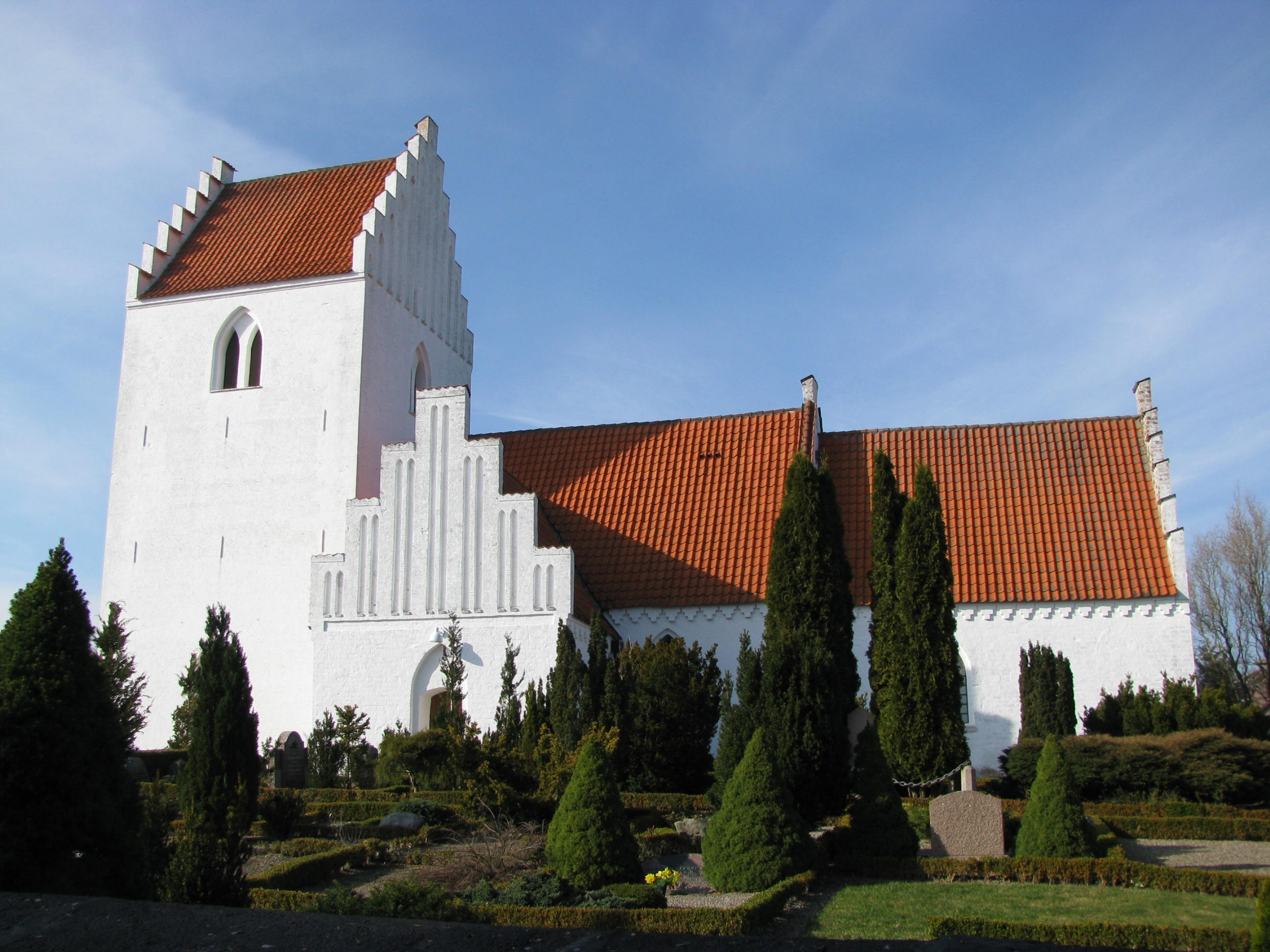
Iglesia de Kirkerup cerca del lugar del secuestro de la niña que condujo a la detención del presunto asesino de Meng.

El 15 de abril de 2023, sobre las 11:45 horas, una niña de 13 años desapareció en Kirkerup, municipio de Slagelse, tras terminar de repartir periódicos en los alrededores. Ese mismo día, la policía, en colaboración con otras autoridades, utilizó perros, drones y helicópteros para iniciar la investigación. A la mañana siguiente se acordonó una propiedad local. A las 10:57 horas, las autoridades policiales declararon que estaban trabajando basándose en la presunción de que se había cometido un delito. El suceso atrajo una intensa cobertura mediática en Dinamarca hacia el pueblo, por lo demás relativamente desconocido. A primera hora de la tarde, la policía convocó una rueda de prensa para las 15 horas.
Con un breve retraso, el inspector de policía Kim Kliver anunció que un hombre de 32 años, poco antes de que comenzara la conferencia, había sido detenido en su casa de Svenstrup, en la que se encontró a la niña desaparecida viva y consciente. Su madre escribió: «27 horas de pesadilla han terminado y mi querida [nombre no vinculado de la víctima] está en casa», además de la primera ministra danesa, Mette Frederiksen, expresando su gratitud. El periodista noruego de NRK Søren Arildsen describió posteriormente el suceso de la siguiente manera: «Un país que había aguantado la respiración durante 27 horas pudo exhalar. Casi toda Dinamarca se había implicado. Pero sobre todo la comunidad local». Otras dos personas también habían sido detenidas, pero fueron puestas en libertad el mismo día debido a su inocencia. El domingo por la mañana, la policía había recibido 600 consultas de la población local sobre el caso, incluidas grabaciones de dashcam. La correlación con el asesinato de Meng no se conocía públicamente en ese momento, siendo confirmada por primera vez por la policía el 24 de abril.

## Juicio

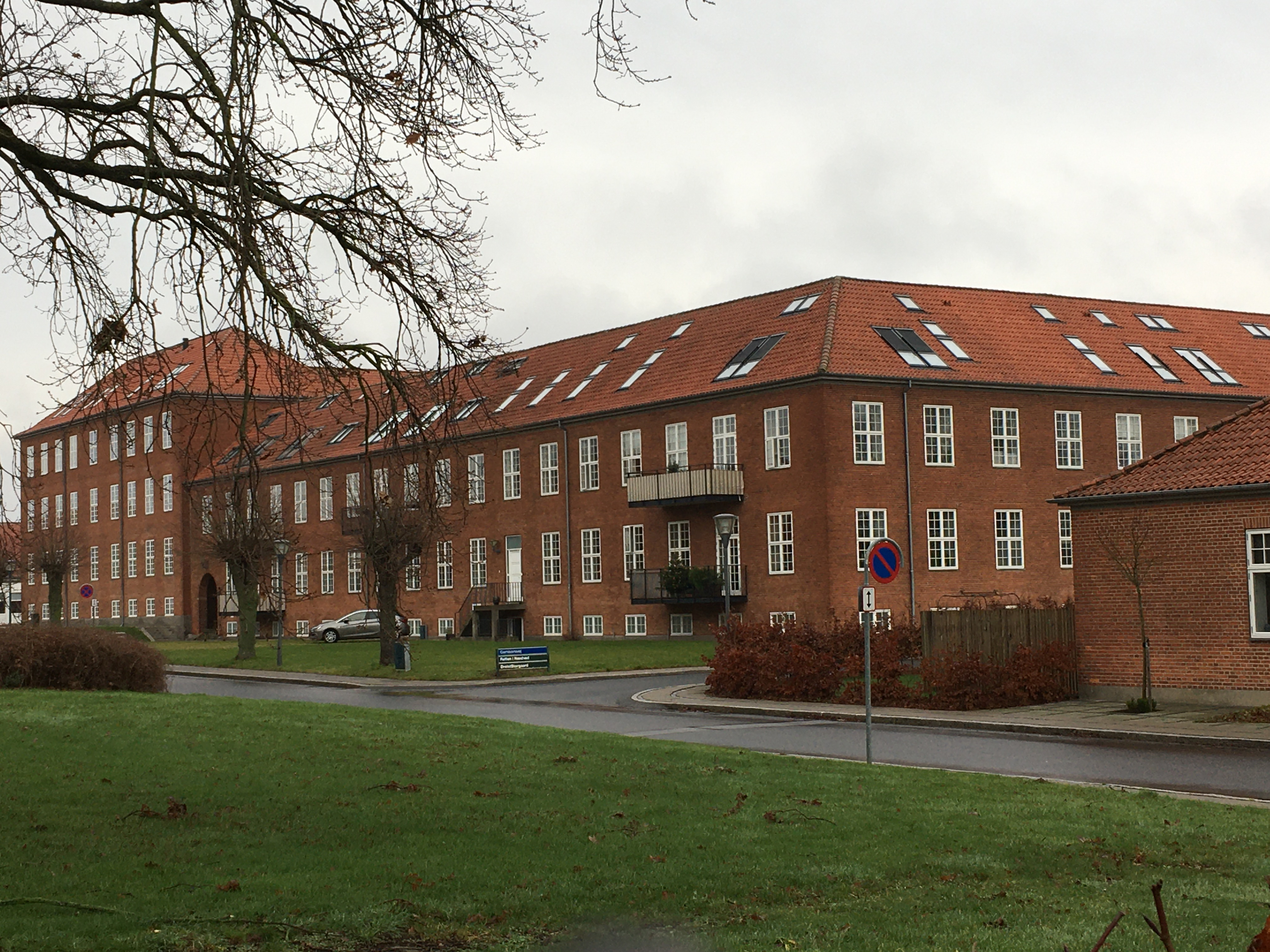
Tribunal de Næstved, donde se celebró el proceso judicial.

El 18 de abril de 2023, el acusado de 32 años compareció ante el Tribunal de Næstved acusado de, a las 11:46 horas del 15 de abril, haber iniciado una privación de libertad de larga duración, así como de haber cometido actos de violencia, amenazas de violencia y varias violaciones contra la niña de 13 años. Se declaró «parcialmente culpable» y quedó en prisión preventiva hasta el 11 de mayo, con prohibición de hacer público su nombre. El juez justificó la detención en parte por la probabilidad de que otros autores pudieran estar en libertad. A pesar de la prohibición de divulgar su nombre (normal en casos graves en Dinamarca y se retira automáticamente una vez que la persona ha sido condenada), el nombre del acusado siguió circulando por las redes sociales.
El 24 de abril, el diario B.T. informó de que la policía se había incautado en Eslovaquia de un Hyundai i30 blanco que el acusado había vendido a una familia eslovaca en 2016; el mismo modelo que el buscado por la policía en 2016 en relación con el asesinato de Meng. El 26 de abril, en una convención de prensa celebrada por la Policía, se anunció que el hombre de 32 años había sido acusado del asesinato de Meng, así como de otro crimen sin resolver en Sorø cometido durante noviembre de 2022.
El mismo día, la policía confirmó que el joven de 32 años de 2016 había sido integrado en el caso del asesinato de Meng y se encontraba entre los 1 450 individuos de los que la policía había cotejado el ADN, pero la muestra de ADN recogida de la víctima estaba demasiado degradada y mezclada para obtener un resultado con los métodos existentes en ese momento.
El 24 de abril de 2024, se levantó la prohibición de nombre contra el luego acusado Philip Patrick Westh.
El juicio de Westh comenzó el 14 de mayo de 2024 en el Tribunal de Næstved. Allí admitió secuestro a largo plazo, relación sexual sin coito, coacción ilegal y violencia contra la niña de 13 años. Estaba atada con tiras de plástico cuando la policía la encontró en la residencia de Westh. También admitió posesión de pornografía infantil. Se declaró inocente del resto de los cargos, que incluían intento de asesinato contra la niña de 13 años, asesinato de Emilie Meng e intento de violación y secuestro de una estudiante de Efterskole de 15 años en Sorø.
En junio, Westh fue declarado culpable del asesinato de Emilie Meng y de los secuestros de otras dos chicas, y fue condenado a cadena perpetua.